# Breitblättrige Platterbse
Die Breitblättrige Platterbse (Lathyrus latifolius), auch Breitblatt-Platterbse oder Bukettwicke genannt, ist eine Pflanzenart aus der Gattung der Platterbsen (Lathyrus), die zur Familie der Hülsenfrüchtler (Fabaceae) gehört.

## Beschreibung

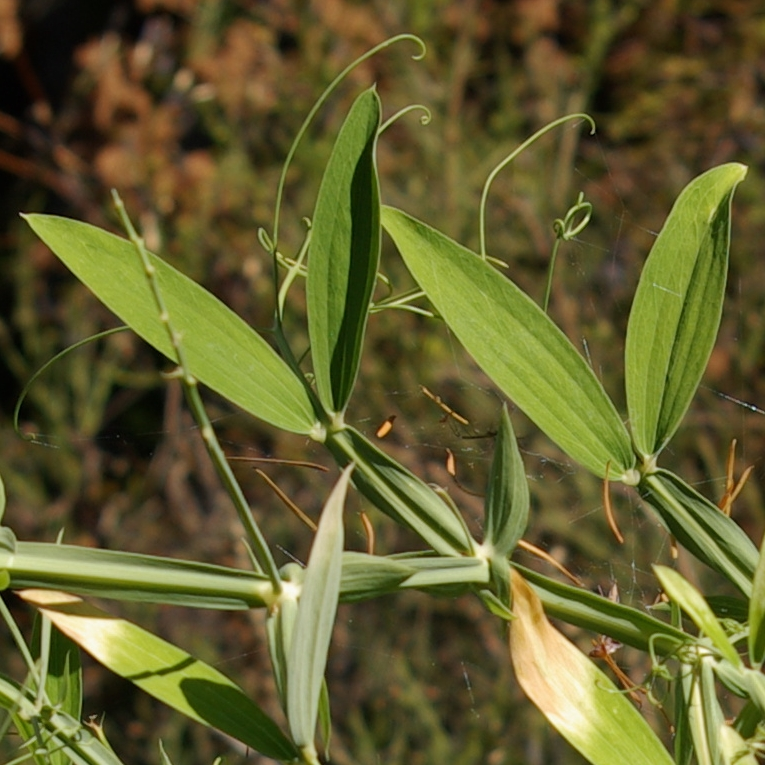
Geflügelte Stängel, Laubblätter, Ranken

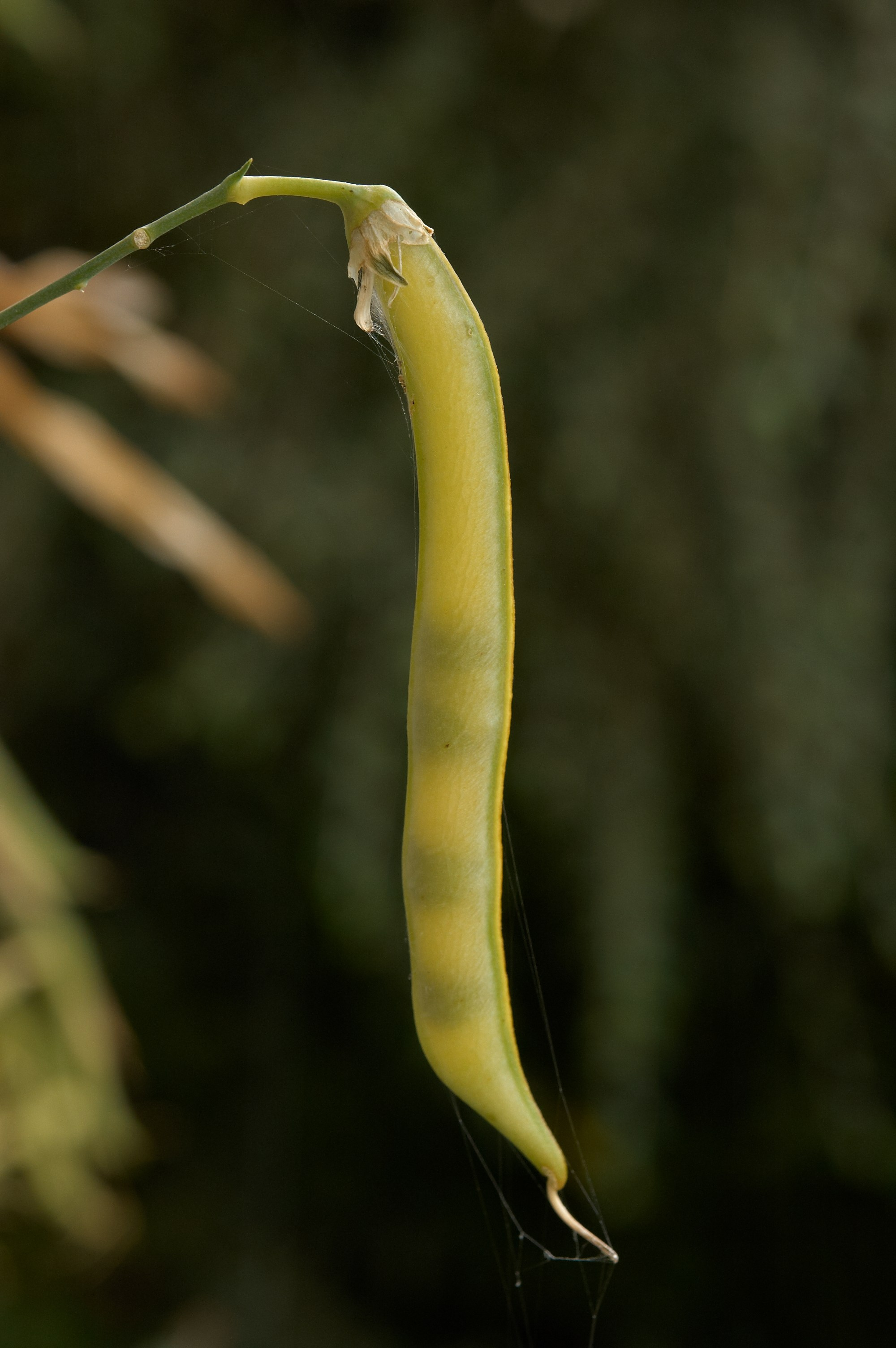
Hülsenfrucht

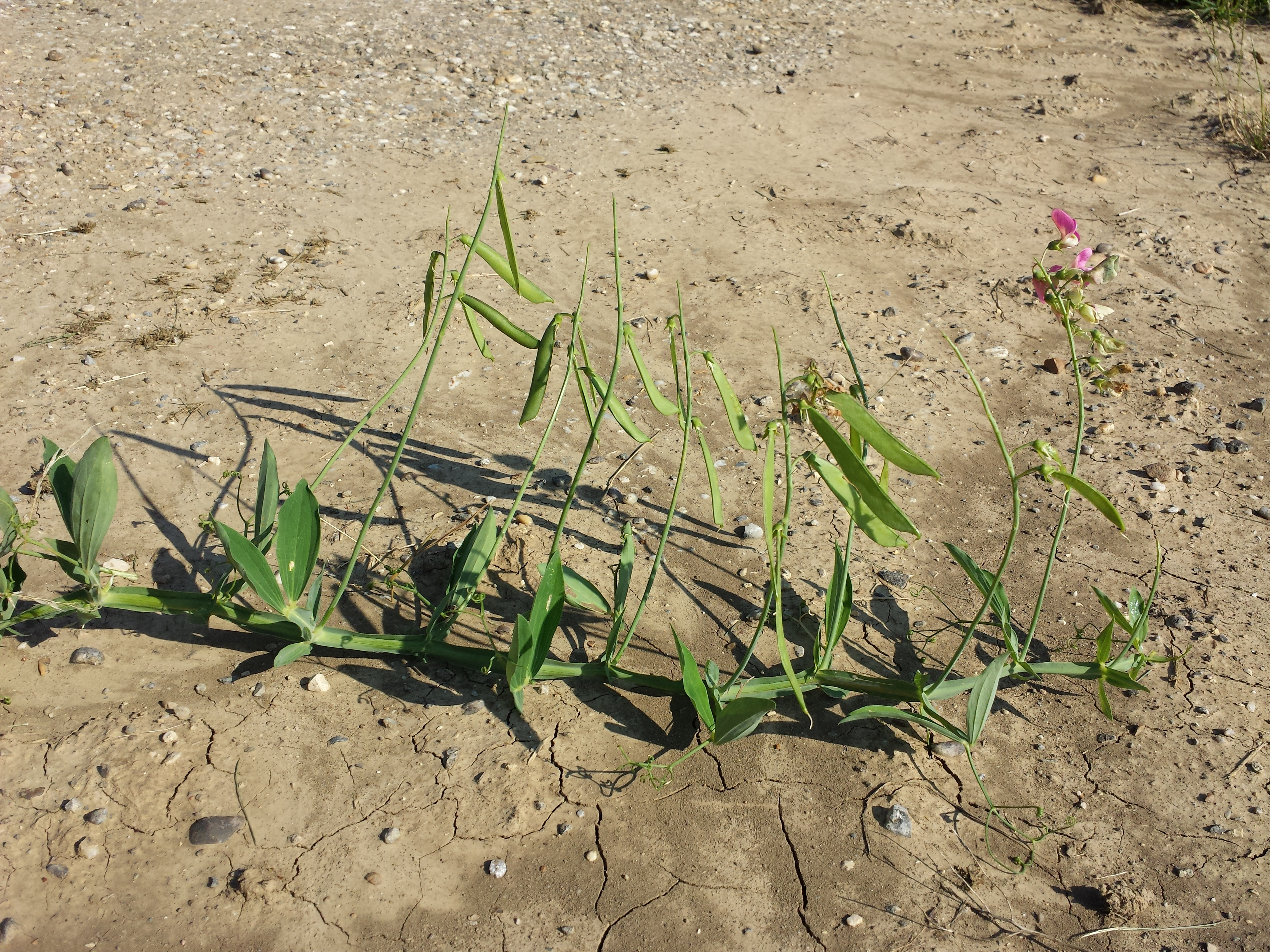
Habitus

### Vegetative Merkmale
Die Breitblättrige Platterbse ist eine sommergrüne, ausdauernde, krautige Pflanze mit langen unterirdischen, verzweigten Ausläufern. Die Stängel sind niederliegend, aufsteigend oder kletternd und werden 0,5 bis 2, selten 3 Meter lang. Meist sind sie nur im unteren Bereich verzweigt. Sie sind deutlich geflügelt mit 2,5 bis 6 mm breiten Flügeln, aufgrund von feinen Zähnchen rau, und kahl.
Die Laubblätter sind in Blattstiel und Blattspreite gegliedert. Die Blattstiele sind 2 bis 5 cm lang, bis 12 mm breit. Ihre Flügel sind 2 bis 7 mm breit, dabei gleich breit oder breiter geflügelt als der Stängel. Die Blattspreiten sind gefiedert und besitzen ein Fiederpaar und verzweigte Ranken, bei den unteren Stängelblättern sind dies nur grannenartige Spitzen. Die Fiederblätter sind 4 bis 9, selten 3 bis 15 cm lang und 1,5 bis 5 cm breit, rund oder kurz bespitzt. Sie haben fünf oder sieben Längsnerven, sind deutlich fieder- und netznervig und haben raue Ränder. Die Nebenblätter sind 3 bis 6 cm lang, 2 bis 11 mm breit, mindestens halb so lang wie der Laubblattstiel, und sind breit halbspießförmig.

### Generative Merkmale
Die traubigen Blütenstände enthalten 5 bis 15 Blüten, stehen steif aufrecht und sind zur Blütezeit bis zu 3,5-mal so lang wie die Tragblätter. Die Blüten sitzen an 6 bis 9 mm langen Stielen, ihre Deckblätter sind um einiges kürzer als der Blütenstiel.
Die Blütezeit reicht von Juni bis August. Die zwittrigen Blüten sind zygomorph und fünfzählig mit doppelter Blütenhülle; sie sind konstant ein wenig asymmetrisch. Der Kelch ist kahl, die Kelchzähne sind ungleich lang: die unteren sind 1,5- bis 2-mal so lang wie die Kelchröhre, die oberen sind wesentlich kürzer. Die Krone ist 20 bis 30 mm lang, rosenrot, das Schiffchen ist grünlich. Der Griffel ist stark nach oben gebogen, gedreht und hat eine schrägstehende Griffelbürste.
Die Hülsenfrüchte sind 7 bis 11, selten nur 5 cm lang, 8 bis 12 mm breit und netznervig. Sie haben eine braune, kahle Oberfläche und enthalten 8 bis 15 Samen. Die Samen sind 4 bis 7 mm lang, kugelig bis gegeneinander abgeflacht. Die Oberfläche ist warzig, graubraun mit schwarzen Punkten. Der Nabel ist oval und nimmt ein Fünftel bis ein Drittel des Umfangs ein.
Die Chromosomenzahl beträgt 2n = 14.

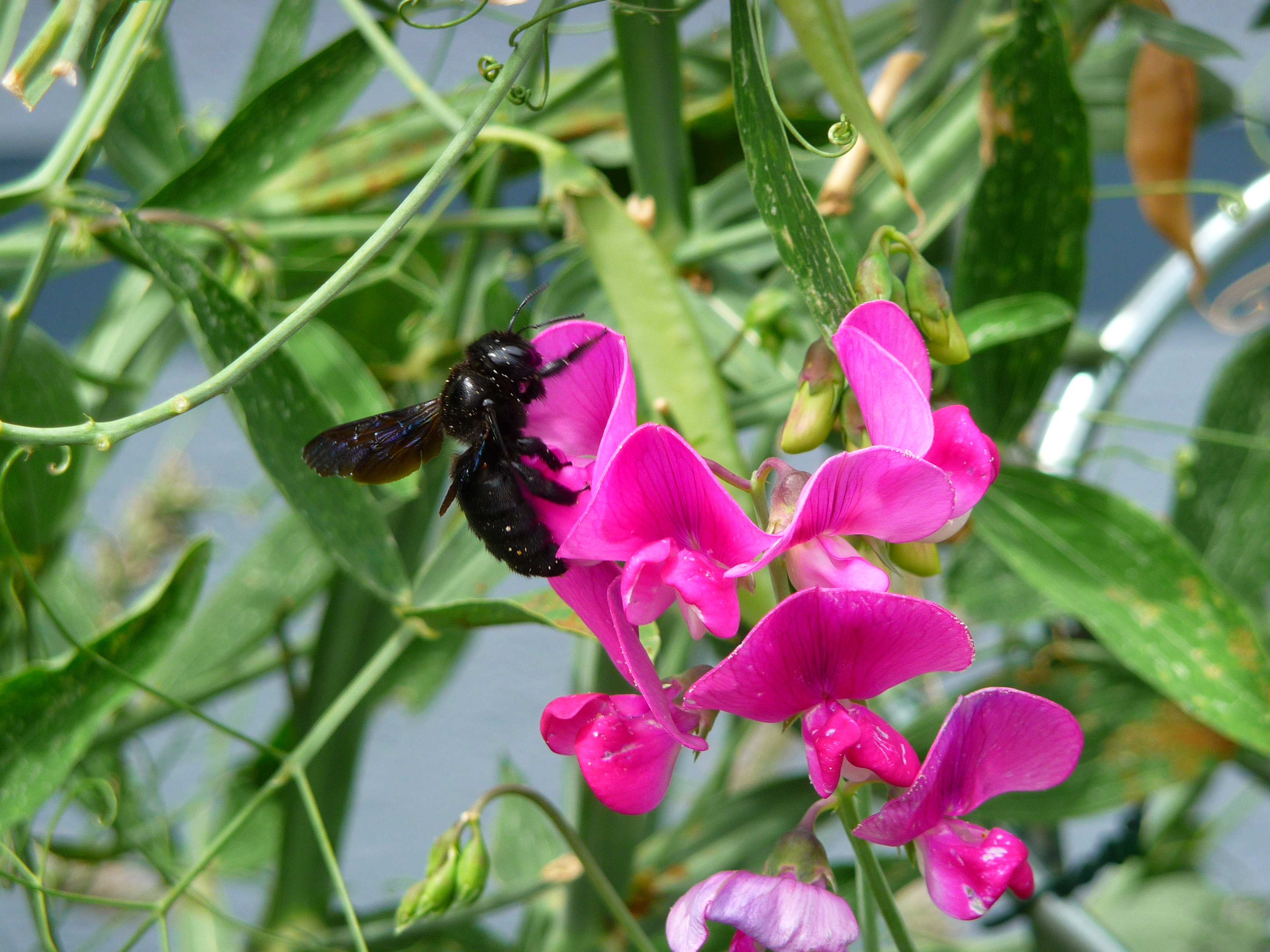
Nahrungsspender für eine Holzbiene

## Ökologie
Bei der Breitblättrigen Platterbse handelt es sich um einen Hemikryptophyten. Die unterirdischen Ausläufer dienen der vegetativen Ausbreitung.
Blütenökologisch handelt es sich um nektarführende Schmetterlingsblüten mit Bürstenmechanismus. Griffel und Schiffchen sind konstant leicht schraubig gedreht, wodurch die Blüte asymmetrisch ist. Dadurch entsteht auf der rechten Blütenseite ein Zugang zum Nektar, den Honigbienen nutzen, ohne dabei eine Bestäubung zu bewirken. Der Bestäubungsmechanismus wird tatsächlich regelmäßig nur von anderen Apiden ausgelöst, wie etwa Vertretern der Gattungen Bombus, Eucera, Megachile und Xylocopa. Honigbienen sind an diesen Blüten eher selten zu beobachten. Zu den üblichen und „legitimen“ Besuchern und Bestäubern gehören vielmehr Blattschneider- und Holzbienen.
Die Samen werden wahrscheinlich endozoochor von Vögeln und Säugetieren ausgebreitet. Vorwiegend ist die Breitblättrige Platterbse ein Austrocknungsstreuer.

## Vorkommen
Die Breitblättrige Platterbse ist ein submediterranes Florenelement. Ihr ursprüngliches Areal erstreckt sich über den Mittelmeerraum, die Balkanhalbinsel und die Ukraine. Nach Norden und Westen wurde sie bis Mitteleuropa verschleppt. Die Breitblättrige Platterbse kommt in Südeuropa und Nordafrika vor. In Mitteleuropa ist sie zum Teil verwildert, in manchen Gebieten wird sie als eingebürgert (Neophyt) eingestuft. In Österreich ist sie im pannonischen Raum heimisch, ansonsten eingebürgert, in Deutschland kommt sie nur als Neophyt vor.
Sie wächst in Magerwiesen, in Gebüschen, lichten Wäldern und an Bahndämmen. Sie kommt bevorzugt auf trockenen, lockeren, meist kalkhaltigen Böden bis in die montane Höhenstufe vor. Lathyrus latifolius ist im Schweizer Jura Charakterart des Lathyretum latifoliae (Verband Trifolion medii) und kommt sonst vor allem in Quercetalia-pubescentis-Gesellschaften vor.
Die ökologischen Zeigerwerte nach Landolt et al. 2010 sind in der Schweiz: Feuchtezahl F = 2+w (frisch mäßig wechselnd), Lichtzahl L = 4 (hell), Reaktionszahl R = 4 (neutral bis basisch), Temperaturzahl T = 4+ (warm-kollin), Nährstoffzahl N = 3 (mäßig nährstoffarm bis mäßig nährstoffreich), Kontinentalitätszahl K = 4 (subkontinental).

## Nutzung und Geschichte
Sorten der Breitblättrigen Platterbse werden als Zierpflanze in Parks und Gärten verwendet. Weiterhin wurde sie auch als Viehfutter angebaut.
Sie kam in der zweiten Hälfte des 16. Jahrhunderts nach Mitteleuropa. Erstmals erwähnt wird sie von Pietro Andrea Mattioli als Clymeneum. Der Flame Lobelius nannte die Pflanze Lathyrus narbonensis latiore folio, hatte sie also wahrscheinlich aus Südfrankreich erhalten. Camerarius erwähnt sie 1586 bereits als beliebte Zierpflanze, in England wird sie mindestens seit 1596 kultiviert. Die erste Erwähnung in Deutschland ist die Abbildung der Pflanze im „Hortus Eystettensis“ von 1613. Caspar Bauhin nannte die Art 1623 Lathyrus latifolius, diesen Namen übernahm dann später Carl von Linné.  Er veröffentlichte den Namen 1753 in Species Plantarum Band 2, Seite 733 als Lathyrus latifolius. Die weite Verbreitung als Zierpflanze fand im 18. Jahrhundert statt. Bereits gegen Ende des 19. Jahrhunderts galt die Art als altmodisch. Volkstümlich wird die Art häufig als Wicke bezeichnet, meist als Winterwicke oder Staudenwicke.

## Belege
- Siegmund Seybold (Hrsg.): Schmeil-Fitschen interaktiv (CD-Rom), Quelle & Meyer, Wiebelsheim 2001/2002, ISBN 3-494-01327-6
- Breitblättrige Platterbse. auf FloraWeb.de (Abschnitte Beschreibung und Ökologie)